# Baker-Bell Motor Company
Baker-Bell Motor Company war ein US-amerikanischer Hersteller von Automobilen.

## Unternehmensgeschichte
Das Unternehmen wurde 1913 in Philadelphia in Pennsylvania gegründet. Die Produktion von Automobilen und Nutzfahrzeugen begann, die als Baker-Bell vermarktet wurden. Außerdem war das Unternehmen als Händler tätig. 1913 endete die Pkw- und 1914 die Lkw-Produktion. 1916 wurde das Unternehmen aufgelöst.

## Fahrzeuge
Das Pkw-Modell wurde Hummingbird genannt. Es hatte einen Vierzylindermotor mit 16,5 kW (22,5 PS) Leistung. Der Radstand betrug 229 cm. Die offene Karosserie des Roadsters bot Platz für zwei Personen.
Ein kleines Nutzfahrzeug nutzte das gleiche Fahrgestell.